# Lâu đài Grodziec

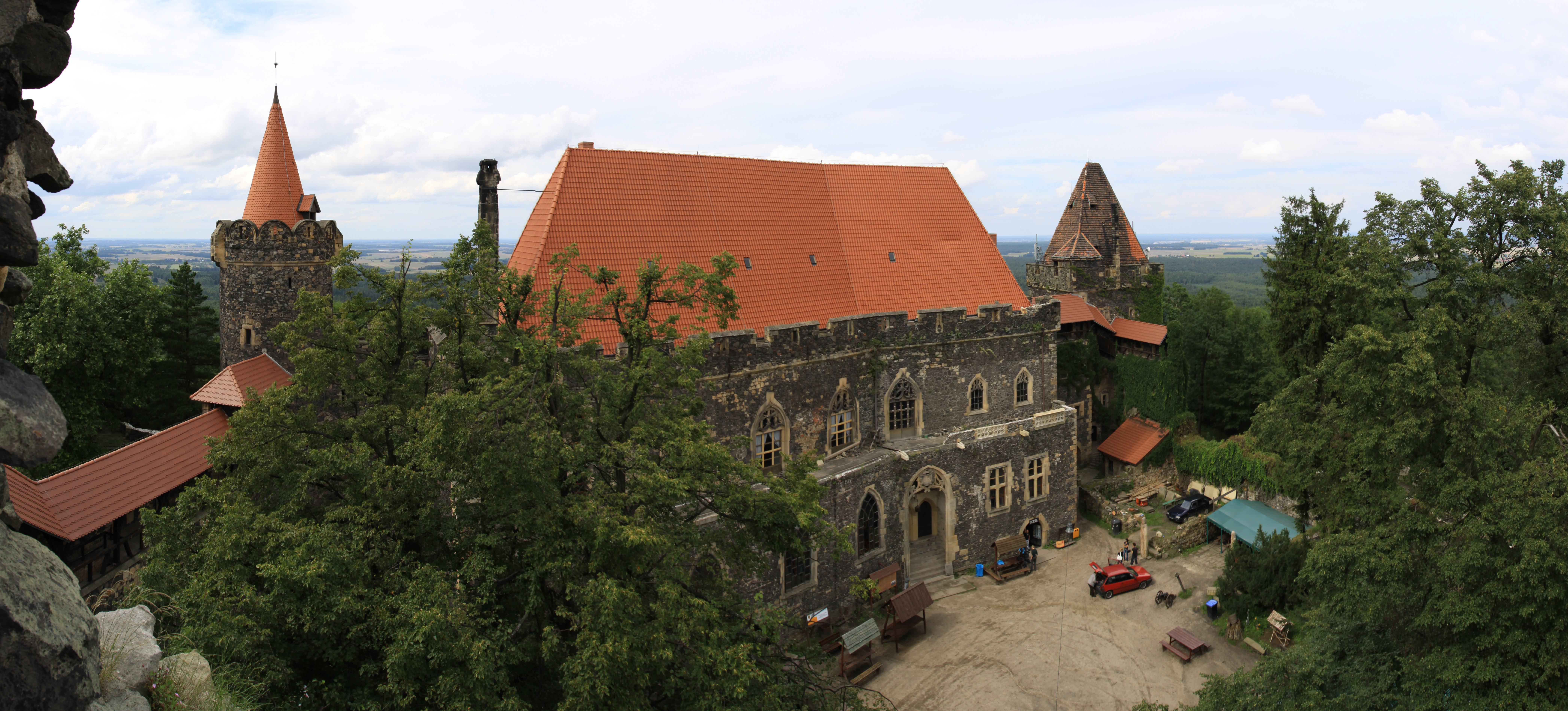
Lâu đài Grodziec với khung cảnh đẹp như tranh vẽ

Lâu đài Grodziec (tiếng Đức: Gröditzburg hoặc Gröditzberg) có lịch sử từ năm 1155 và tọa lạc tại vùng Silesia của Ba Lan.

## Lịch sử
Tài liệu đầu tiên ghi nhận sự tồn tại của Grodziec đến từ tông sắc của Giáo hoàng Adrian IV vào ngày 23 tháng 4 năm 1155. Vào năm 1175, Hoàng tử Bolesław I the Tall đã giành được một đặc ân cho những người Xitô đến từ Lubiąż tại lâu đài. Vào thời điểm được thừa kế, Henryk I the Bearded, lâu đài trên mặt đất bằng gỗ đã được thay thế bằng tòa nhà bằng gạch. Sự thành lập của nhà thờ lâu đài là thuộc tính đặc trưng của Saint Hedwig. Vào thế kỷ 14 và một phần trong thế kỷ 15, lâu đài là tài sản của gia đình hiệp sĩ Busewoy.
Trong thời kỳ Chiến tranh Hussite, tòa nhà đã bị tịch thu và cướp bóc bởi biệt đội Hussite. Năm 1470, Hoàng tử Legnica, Friedrich I đã mua lại nó. Các thợ nề chính được đứa đến từ Wrocław và Görlitz đã tạo nên cơ sở kiến trúc không gian ngày nay.
Sau cái chết của Hoàng tử theo lệnh của con trai ông, Friedrich II, hoạt động trên lâu đài vẫn tiếp tục. Sau đó, nó trở thành một trong những nơi cư trú theo kiến trúc Gothic - Phục hưng đẹp nhất ở Silesia. Công việc cuối cùng trùng với dịp đám cưới của Hoàng tử với Công chúa Sophie von Hohenzollern. Một bữa tiệc hoành tráng được tổ chức trong lâu đài và một giải đấu hiệp sĩ vĩ đại bên ngoài đã được tổ chức.
Vào thời Chiến tranh Ba mươi năm, lâu đài đã bị bắt giữ và bị đốt cháy bởi lực lượng của Hoàng tử Albrecht von Wallenstein. Vì số lượng thiệt hại do chiến tranh, pháo đài bị bỏ lại với một số phần của thành trì bị mất.
Trong thế kỷ 17 và 18, những nỗ lực đã được thực hiện để xây dựng lại lâu đài Grodziec, tuy nhiên chúng chưa được hoàn thành. Đại lý nghệ thuật Thụy Sĩ Martin Usteri đã mua 32 tấm kính vào năm 1796, được bán từ di sản của ông vào năm 1829, và sau đó chúng được lắp đặt trong lâu đài Gröditzberg. Từ đó, sáu trong số các cửa sổ kính màu trước đây của Augustinerkloster Zürich đã được Gottfried Keller Stiftung mua vào năm 1894, được trưng bày trong nhà thờ Fraumünster ở Zürich, và sau đó được giao cho Bảo tàng Quốc gia Thụy Sĩ quản lý.
Vào thế kỷ 19, khi chủ sở hữu tài sản trở thành của Hoàng tử của Reich Johann Heinrich IV von Hochberg từ Książ, nhiều công việc bảo tồn và tái thiết đã được đưa lên. Hoạt động tái thiết đã bị dừng lại trong Chiến tranh Napoléon, nhưng vào giữa những năm 1830, lâu đài đã trở thành một nơi đến của nhiều khách du lịch. Tại thời điểm này, nó đã phát triển danh tiếng là một trong những tòa nhà lịch sử hấp dẫn nhất ở châu Âu.
Hoạt động tái thiết được bắt đầu lại vào thế kỷ 20, khi Tiến sĩ Baron Wilibald von Dirksen trở thành chủ sở hữu của lâu đài. Ông đã ra lệnh xây dựng thiết kế cho kiến trúc sư và nhà bảo tồn nổi tiếng và được kính trọng nhất, Bodo Ebhardt, người cũng giám sát công việc. Năm 1908, Hoàng đế Wilhelm II là khách trong khi mở lại lâu đài long trọng sau khi hoàn thành việc cải tạo. Lâu đài được thừa kế bởi con trai của Dirksen, Herbert von Dirksen, người trở thành một nhà ngoại giao nổi tiếng của Đức, làm đại sứ tại Liên Xô, Nhật Bản và Vương quốc Anh. Năm 1945, lâu đài, với một số tài sản của nó, đã bị thêu rụi.
Lâu đài sau đó đã được chuyển quyền sở hữu cho Hội những người yêu thích lịch sử và cổ vật Silesian để sử dụng làm bảo tàng, nhà hàng và nhà tạm trú.
Vào năm 2006, một phần lâu đài bị hủy hoại, nhưng cũng có một khách sạn, dịch vụ ăn uống lộng lẫy, cũng như nhiều giải đấu thời trung cổ có các môn như joust và đấu kiếm.